# Адмиралтейская игла (рассказ)
«Адмиралтейская игла» — рассказ Владимира Набокова, относящийся к русскому периоду его творчества. Был написан в 1933 году и опубликован (под псевдонимом В. Сирин) в 1935 году, вошёл в состав сборника «Весна в Фиальте» (Нью-Йорк, 1956).

## Сюжет
Рассказ написан в форме письма русского эмигранта писателю Сергею Солнцеву, издавшему роман «Адмиралтейская Игла». Автор письма уверен, что за псевдонимом «Сергей Солнцев» скрывается женщина, описавшая в романе историю его любви к некой Катеньке в последнее русское лето. В финале он даже заявляет, что именно Катенька и написала «Адмиралтейскую Иглу». В тексте заметны намёки на то, что автор письма безумен или просто фатально ошибся.

## Публикация и оценки
Рассказ был написан в мае 1933 года и увидел свет в русской эмигрантской газете «Последние новости», выходившей в Париже, 18 августа 1935 года. В 1956 году автор включил «Адмиралтейскую иглу» в сборник «Весна в Фиальте», а в 1975 году опубликовал перевод на английский язык. Последнее издание он снабдил комментарием, предостерегающим от поисков в рассказе параллелей с его личной жизнью. «Несмотря на то что подробности любовного романа повествователя так или иначе соответствуют некоторым описаниям в моих автобиографических вещах, — написал Набоков, — следовало бы зарубить в голове: „Катя“ настоящей истории является чистейшим плодом воображения».
Литературоведы констатируют, что в основе «Адмиралтейской иглы» лежит характерное для Набокова скептическое отношение к «женской» прозе. В тексте рассказа много цитат из русских романсов, в одном месте заметна отсылка к роману Михаила Булгакова «Белая гвардия».